# كريستي فاريس
كريستي فاريس (بالإنجليزية: Chrystee Pharris)‏ هي ممثلة أمريكية، ولدت في 7 مارس 1976 في الولايات المتحدة.

## أعمال

### أفلام
- (2015) السير في الغابة

### مسلسلات
- باشينز

## وصلات خارجية
- كريستي فاريس على موقع IMDb (الإنجليزية)
- كريستي فاريس على موقع ألو سيني (الفرنسية)
- كريستي فاريس على موقع أول موفي (الإنجليزية)
- كريستي فاريس على موقع قاعدة بيانات الفيلم (الإنجليزية)
- كريستي فاريس على موقع كينوبويسك (الروسية)